# کمک‌های عمومی–بیمارستان‌های پاریس

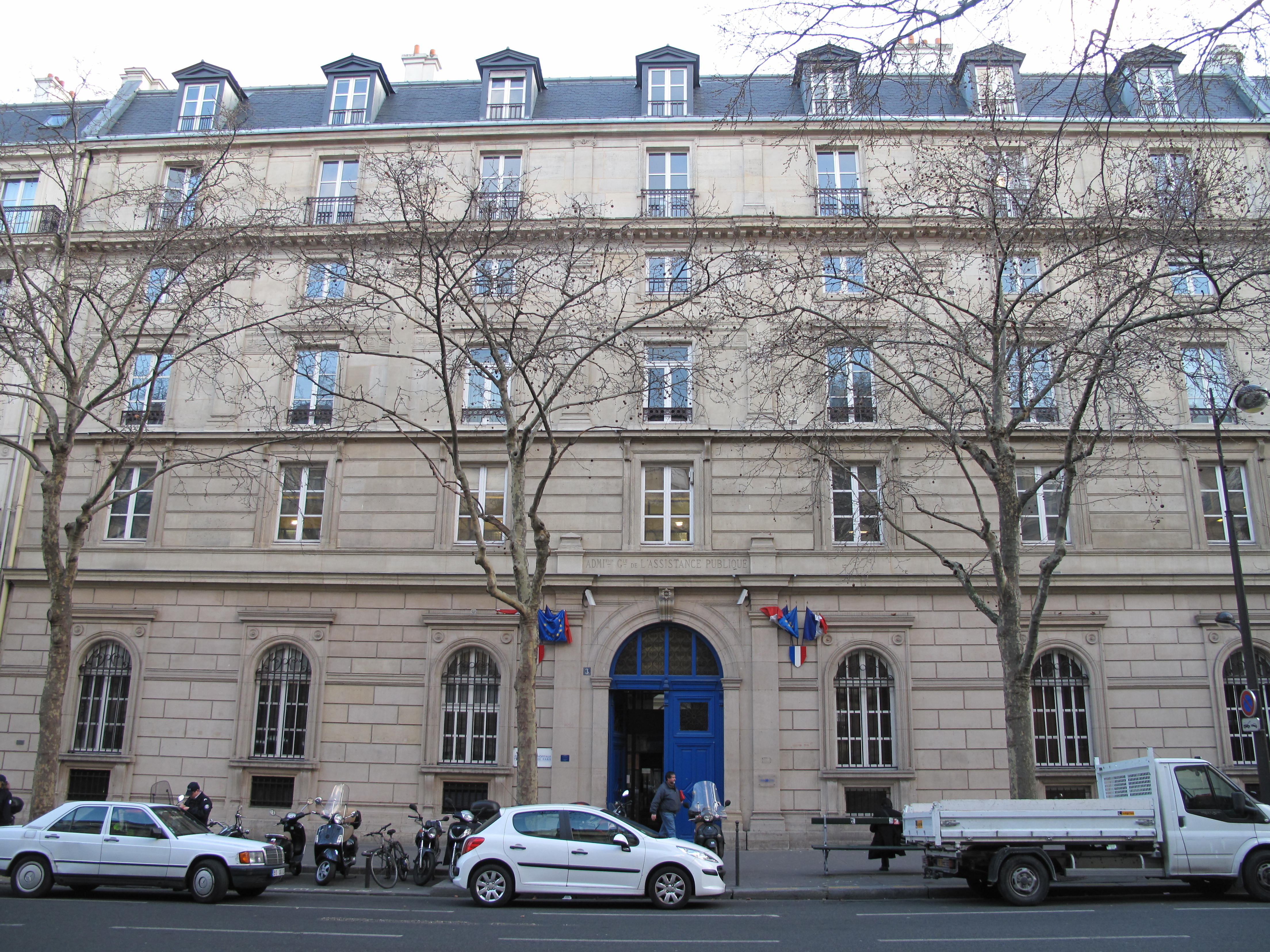
مقر اصلی AP-HP در خیابان ویکتوریای پاریس واقع در بخش ۴ این شهر

کمک‌های عمومی-بیمارستان‌های پاریس (فرانسوی: Assistance Publique – Hôpitaux de Paris‎) که به اختصار «AP-HP» نامیده می‌شود، یک اتحادیهٔ شرکت‌ها (تراست) از بیمارستان‌های دانشگاهی در شهر پاریس و حومهٔ آن است.
این تراست، بزرگترین سیستم بیمارستانی اروپا و یکی از بزرگترین مجموعه‌های بیمارستانی جهان است که خدمات بهداشت و سلامت، آموزش پزشکی، پژوهش، پیشگیری، آموزش عمومی، سرویس اورژانس را در ۵۲ رشتهٔ تخصصی پزشکی ارائه می‌کند. این تراست بیمارستانی، بیش از ۹۰٬۰۰۰ کارمند (شامل ۱۵٬۸۰۰ پزشک و متخصص) در ۴۴ بیمارستان زیرمجموعهٔ خود داراست و سالیانه بیش از ۵٬۸ میلیون بیمار مراجعه‌کننده دارد.
این مجموعه همچنین با دانشگاه پاریس و ۷ دانشکدهٔ پزشکی آن مرتبط است و ۲ مرکز دندان‌پزشکی و ۲ داروخانه اختصاصی دارد.